# Dornier Do X
El Dornier Do X va ser el més llarg, pesant i poderós hidroavió del món, fabricat per la companya alemanya Dornier l'any 1929.

## Història
El Do X fou concebut per primer cop pel Dr. Claude Dornier l'any 1924, la planificació es va iniciar el 1925 i va concloure el juny de 1929. Originàriament es va projectar com un avió de línia amb capacitat per transportar 100 passatgers a través de l'Atlàntic amb la mateixa comoditar que trobarien en un transatlàntic.
El Do X fou finançat pel Ministeri Alemany del Transport. El·ludint les condicions del Tractat de Versalles que establia els límits de pes i abast d'un avió construít a Alemanya després de la Primera Guerra Mundial, es va construir una planta especial a Thal, la part suïssa del Llac de Constança.
En els més de 100 vols de prova que va realitzar va demostrar la seva capacitat per volar, arribant a realitzar un vol en el que va transportar 169 persones a bord, 10 tripulants, 150 passatgers i, sorprenentment, 9 polissons.
Mentre que l'aeronau era bastant popular entre el públic, la manca d'interès comercial degut al seu altíssim consum i una sèrie d'accidents varen impedir que se'n construïssin més de tres exemplars. El primer va ser propietat de Luft Hansa però mai va realitzar cap vol comercial i va passar directament al Museu del Transport Aeri de Berlín, on les bombes el van destruir el 1945. Els altres dos, es van construir amb motors Fiat per la Força Aèria Italiana però no es van utilitzar gaire i al final van quedar abandonats. Durant el període d'entreguerres només el Túpolev ANT-20 Maksim Gorky de la Unió Soviètica d'uns anys més tard fou físicament més gran.

## El tour transatlàntic
El 2 de novembre de 1930 el Do X es va enlairar del llac Constanza en direcció a Amèrica del Sud amb la intenció d'arribar fent algunes etapes però el viatge va resultar molt accidentat. Primer va aterrar a Amsterdam, després passant per Calshot (Regne Unit) a Lisboa, on un incendi a un dels dipòsits de combustible va fer malbé una de les ales que va trigar unes setmanes en ser reparada. Un cop superat l'accident va arribar a Las Palmas el 31 de gener de 1931 però al enlairar-se per anar cap a la següent destinació es va fer malbé el casc i fins quatre mesos més tard no va poder continuar la seva travessa. Un cop en marxa va arribar a Villa Cisneros, Sahara Occidental, l'1 de juny i va continuar fent escala a Bolama, Guinea Portuguesa, el 3 de juny i creuant l'Atlàntic Sud cap a Fernando de Noronha, Brasil, passant per les illes de Cap Verd.
El Do X va arribar el 4 de juny a Sud-amèrica i va emprendre un vol per etapes cap als Estats Units, on va arribar a Miami el 22 d'agost de 1931, passant per Rio de Janeiro. El 27 d'agost va arribar a Nova York, on es va convertir en una gran atracció, fins que el 20 de maig de 1932 va sortir amb rumb a les Açores, via Terranova, Canadà, arribant a Vigo el 22 de maig i acabant el seu viatge a Berlín dos dies més tard, on va ser rebut per una multitud enfervorida. En total l'avió va recórrer 35.000 km. en 210,68 horas de vol, però repartides en més de 18 mesos.

## Disseny
El Do X tenia un aspecte similar al del Gran Wal amb el disseny d'ala no trapezoidal i estabilitzador de corda ampla característic de Dornier. El casc, que era molt alt estava dividit en tres ponts, un inferior destinat a les mercaderies, el del mig que allotjava la coberta de passatgers principal i la superior a la que hi havien les instal·lacions per a la tripulació. Els dos pilots i el navegant treballaven al pont de comandament de l'avió, controlant l'aparell mitjançant un dispositiu similar al timó d'un vaixell. No hi havia comandament de gasos al pont, ja que un enginyer de vol, a una sala de màquines situada a la popa de l'aparell, controlava els dotze motors de l'aeronau, el que volia dir que, la cooperació i la comunicació entre la tripulació, havia de ser excel·lent.
Originàriament el Do X anava propulsat per 12 motors radials Siemens Bristol Jupiter de 525 CV instal·lats per parelles en sis góndoles, amb un sistema de tracció - impulsió, però fins i tot amb tots els motors funcionant perfectament, li costava molt enlairar-se i volar arribant a trigar fins a 2 minuts en elevarse de l'aigua i uns 20 minuts en arribar a una altitud de 600 metres. Poc després del seu vol inaugural el 12 de juliol de 1929, es va redissenyar amb els 12 motors Curtiss Conqueror de 600 CV que li van proporcionar la potència adequada però mai va deixar de tenir problemes de refrigeració amb els motors posteriors.
El combustible estava emmagatzemat en quatre dipòsits de 3.000 litres cadascun que es trobaven a la coberta inferior del casc i a la banda d'atac de les ales, arribant als 12.000 litres i també comptava amb un motor auxiliar de 12 CV per arrencar els motors principals i subministrar l'electricitat imprescindible tant per als sistemes de l'aparell com per al luxós espai destinat als passatgers, que incloïa bany, menjador, sala de fumadors i cabines individuals. També hi havia una cuina on es preparaven menús de restaurant per als passatgers.

## Especificacions (Do X)

Característiques generals
- Tripulació: 5
- Capacitat: 150 passatgers màxim, reduint-se a 100 en els vols transoceànics
- Longitud: 40 m
- Envergadura: 48 m
- Alçada: 10,10 m
- Pes màxim d'enlairament: 56.000 Kg
- Motors: 12×  motors de pistò en línia, Curtiss Conqueror V-12 de 600 CV,    cada un

 Rendiment 
- Velocitat màxima: 210 km/h
- Abast: 2.200 km
- Sostre de servei: 1.200 m

## Cultura popular
En els simuladors de vol existeixen una o més variants del Dornier Do X, com el simulador de vol de codi obert FlightGear, així com en el sector comercial.